# Лийдемаа, Хелене
Хелене Марта Лийдемаа (эст. Helene Marta Liidemaa, до 1935 г. Хелене Лидеман, нем. Helene Liedemann, в некоторых советских публикациях Елена Карловна Лийдемаа; 19 февраля (3 марта) 1899, село Хреновое, ныне Бобровский район Воронежской области — 21 августа 1996, Тарту) — эстонский метеоролог и геофизик.
Дочь Карла Лидемана, ветеринара, одного из пионеров искусственного осеменения в Российской империи, работавшего сперва на Терском, а затем на Хреновском конезаводах.
Училась в школе в Томске, затем окончила Юрьевскую женскую гимназию имени Пушкина (1917, золотая медаль) и Тартуский университет (1926), начав занятия метеорологией под руководством Бориса Срезневского. В 1929 году защитила диссертацию «О продолжительности солнечной и облачной погоды в Эстонии» (эст. Päikesepaiste kestusest ja pilvisusest Eestis), став первым в стране магистром геофизики (в 1946 году была переаттестована с присвоением учёной степени кандидата физико-математических наук).
В 1919—1944 гг. работала в метеорологической лаборатории Тартуского университета, в 1944—1947 и 1954—1967 гг. преподавала на кафедре геофизики. В промежутке в 1947—1953 гг. работала в Институте физики, математики и механики АН ЭССР, с 1950 г. заведовала сектором геофизики.
Исследование Лийдемаа «Теплообмен снегового покрова» (эст. Soojuse ringvool lumikattes) вышло в 1946 г. как первый выпуск серии «Физика и химия» Учёных записок Тартуского государственного университета. Лийдемаа опубликовала ряд других климатологических исследований, стала соавтором учебника «Общая и сельскохозяйственная метеорология» (эст. Üld- ja agrometeoroloogia; 1964).